# Schliefaubach
Der Schliefaubach ist ein linker Zubringer zur Kleinen Erlauf bei Randegg in Niederösterreich.
Der Schliefaubach entspringt östlich von St. Leonhard am Walde nahe der Ortslage Schindlegg und fließt in einem Bogen ab. Als erster nennenswerter Zufluss mündet bei Fünfhaus links der Fünfhausbach ein, der südlich des Hochbiras (727 m ü. A.) entspringt, und etwas unterhalb mündet von rechts der Bretterwaldgraben. Danach fließt rechts der durch den Saurüsselgraben kommende Bremstallbach ein, in den sich oberhalb der Tiefenbach einbrachte, später kommen rechts der Wurzenbach und links der Hundsgraben hinzu. Im namensgebenden Ort Schliefau fließt links der beim Hochkogel (711 m ü. A.) entspringende Steinbach zu und der Schliefaubach mündet kurz darauf bei Randegg von links in die Kleine Erlauf. Sein Einzugsgebiet umfasst 29,2 km² in teilweise bewaldeter Landschaft.